# Stichtoptychus agonus
Stichtoptychus agonus là một loài bọ cánh cứng thuộc họ Ptinidae.